# Svidná
Svidná je místo položené přesně 1, 5 km severně od zámku Kozel. Původní pojmenování pro místo pocházející z němčiny bylo Heger, v překladu znamenající hajný. V prostoru Svidné se nachází hájovna, dnes obytný dům a areál o třech budovách, který dříve sloužil armádě jako zázemí muničního skladu. Kříží se zde celkem šest lesních cest a křižovatku protíná severo-jižně červeně značená turistická trasa. Celý prostor leží v katastrálním území obce Šťáhlavy.